# ラルス・ヤコブセン
ラルス・クリスティアン・ヤコブセン（Lars Christian Jacobsen, 1979年9月20日 - ）は、デンマーク、フュン島、オーデンセ出身の元サッカー選手。ポジションはディフェンダー。
派手さはないが、攻守共に安定感のある堅実なプレーと素早い判断能力が売りのサイドバック。戦術面の理解度も高く、首脳陣から高く評価されている。

## 経歴
オーデンセで生まれ育ち、地元のプロサッカークラブオーデンセBKでフットボールキャリアをスタート。ユースチームで徐々に才能を開花させていった。1996-97シーズンにトップチームデビュー。1997年には、U-19デンマーク代表の年間最優秀選手賞を受賞している。1998-99シーズン、2部リーグのデニッシュ・1stディビジョンで優勝し1部昇格に貢献。
2002年のデニッシュ・カップ決勝戦では、強豪コペンハーゲンを2-0で破りチームは9年ぶりにタイトルを獲得。ヤコブセンはCup Fighter（最高殊勲選手賞）を受賞。そのシーズンが終わると共に、ヤコブセンは更なる向上を目指しドイツの強豪ハンブルクへ移籍を果たす。しかし、成績は振るわず次シーズンにはコペンハーゲンへ移籍し初の海外挑戦は幕を閉じた。
コペンハーゲンでは持ち味を発揮し、即座にスタメンの座を確保。2005-06シーズンのスーペルリーガ制覇に大きく貢献した。また、同シーズンのDanish Team of the Yearのライトバック部門に選出されている。そして2006年の春、その活躍がデンマーク代表モアテン・オルセン監督の目に留まりA代表に初招集された。
2006-07シーズンのUEFAチャンピオンズリーグでは全試合に出場。チームはグループリーグ敗退となってしまったが、パルケン・スタディオンで行われたグループリーグ第4節のマンチェスター・U戦では、後半28分にCKから精度の高いクロスを上げ決勝ゴールの起点となる活躍を披露。その活躍から、エヴァートン、パリSG、ヤクブセンがかつて所属していたハンブルクなど、ヨーロッパの複数のクラブから注目を集めた。ヤコブセンは移籍を希望したが、コペンハーゲンのスタール・ソルバッケン監督から契約が切れるまでチームに残留するよう要請され、ヤコブセンはこれを承諾。2シーズン連続のリーグ制覇に貢献した。
2007年7月、ニュルンベルクと1年契約を結ぶ。しかし、シーズン序盤に負傷してしまい僅か7試合の出場に留まる。チームは2部へ降格し、ヤコブセンは移籍を希望。2008年の6月に移籍を許可され、同年8月に自由契約でエヴァートンに加入（1年契約）。
2008-09シーズン開幕時は、同ポジションのトニー・ヒバートが戦列を離れていた為スタメン出場が濃厚とされていたが、9月11日に行われたW杯欧州予選のポルトガル戦で肩を負傷してしまい、またも長期間の離脱となってしまった。2009年1月下旬頃に戦列復帰を果たすも、ヒバートに加えフィリップ・ネビル、フィル・ジャギエルカも同ポジションでプレーする為、出場の機会を得る事はできなかった。2009年3月22日のポーツマス戦で初出場。スタメン起用され、86分間プレーした。その後も起用され続け、安定したパフォーマンスを披露している。
2009年6月29日、エヴァートンとの契約が切れたため、2年契約でブラックバーンへ移籍。
2010年8月31日、ウェストハムへ移籍。チームは2部へ降格し、2011年6月に退団。
2011年9月13日、サンテティエンヌとの契約がまとまっていたが一転、3日後の16日に古巣コペンハーゲンへの復帰が発表された。背番号は当時と同じ2番。
2011年10月7日のUEFA EURO 2012予選キプロス戦で代表初得点を挙げた。

## 代表歴

### 出場大会
- デンマーク代表
  - 2010 FIFAワールドカップ

### 試合数
- 国際Aマッチ 89試合 2得点（2006年-2015年）[1]

| デンマーク代表 | 国際Aマッチ | 国際Aマッチ |
| 年             | 出場        | 得点        |
| -------------- | ----------- | ----------- |
| 2006           | 11          | 1           |
| 2007           | 8           | 0           |
| 2008           | 5           | 0           |
| 2009           | 11          | 0           |
| 2010           | 9           | 0           |
| 2011           | 10          | 1           |
| 2012           | 9           | 0           |
| 2013           | 11          | 0           |
| 2014           | 6           | 0           |
| 2015           | 9           | 0           |
| 通算           | 89          | 2           |

## 獲得タイトル
クラブ
- デニッシュ・1stディビジョン (2部)
  - 優勝 1998-99
- デニッシュ・カップ (国内カップ)
  - 優勝 2002
- デンマーク・スーペルリーガ
  - 優勝 2003-04, 2005-06, 2006-07

個人
- U-19デンマーク代表年間最優秀選手賞 1997年
- Danish Cup Fighter (最高殊勲選手賞)  2002年
- Danish Team of the Year (ライトバック部門)  2005-06